# Сила Кориолиса в гидроаэромеханике

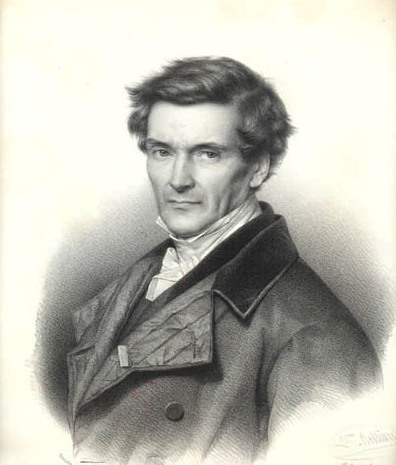
Гаспар-Гюстав де Кориолис

Си́ла Кориоли́са в гидроаэромеха́нике — одна из сил инерции, действующая на упорядоченный или флуктуационный поток жидкости или газа во вращающейся неинерциальной системе отсчёта.
Задача геофизической и астрофизической гидродинамики состоит в физическом описании турбулентного течения жидкости (или газа) на вращающихся объектах. В геофизике естественно использовать систему координат, жестко связанную с вращающейся Землей. Такая система координат является неинерциальной. Для описания относительного движения в такой системе координат можно использовать систему уравнений гидромеханики Навье — Стокса, если в них ввести две дополнительные силы инерции — центробежную силу и силу Кориолиса.

## Определение
В системе координат, вращающейся с угловой скоростью {\displaystyle \mathbf {\omega } ,} материальная точка, движущаяся с относительной скоростью {\displaystyle \mathbf {v} ,} участвует в сложном движении и, согласно теореме Кориолиса, приобретает добавочное поворотное ускорение, или кориолисово ускорение, равное векторному произведению {\displaystyle 2\mathbf {\omega } \times \mathbf {v} }. При этом считается, что псевдовектор {\displaystyle \mathbf {\omega } } направлен по оси вращения согласно правилу правого винта.
Если {\displaystyle \mathbf {v} } — вектор относительной скорости потока жидкости или газа, обладающего плотностью {\displaystyle \rho ,} то во вращающейся системе координат вектор силы Кориолиса, приходящийся на единицу объёма, равен
{\displaystyle \mathbf {F_{c}} ={-}2\mathbf {\omega } \times \rho \mathbf {v} .\qquad (1)}
В гидроаэромеханике скорость потока и характеристики состояния вещества, в том числе плотность, подвержены флуктуациям разной природы — тепловое движение молекул, звуковые колебания, турбулентность. Влияние гидродинамических флуктуаций на динамику потока исследуется методами статистической гидромеханики. В статистической гидромеханике уравнения движения, описывающие поведение средних характеристик потока, в соответствии с методом О. Рейнольдса получаются путём осреднения уравнений Навье — Стокса. Если, следуя методу О. Рейнольдса, представить {\displaystyle \rho ={\overline {\rho }}+\rho ',\ \mathbf {v={\overline {v}}+v'} ,} где черта сверху — знак осреднения, а штрих — отклонения от среднего, то вектор осреднённой плотности импульса  приобретёт вид
{\displaystyle {\overline {\rho \mathbf {v} }}={\overline {\rho }}~{\overline {\mathbf {v} }}+\mathbf {S} ,\qquad (2)}
где {\displaystyle \mathbf {S} ={\overline {\rho '\mathbf {v} '}}} — вектор плотности флуктуационного потока массы (или «плотность турбулентного импульса» ). Осредняя (1) и учитывая (2), получаем, что плотность осреднённой силы Кориолиса будет состоять из двух частей:
{\displaystyle {\overline {\mathbf {F_{c}} }}={-}2\mathbf {\omega } \times ({\overline {\rho }}~{\overline {\mathbf {v} }}+\mathbf {S} ).\qquad (3)}
Таком образом, в турбулентной среде возникла вторая часть силы Кориолиса, называемая[кем?] «плотность турбулентной силы Кориолиса». Она приводит к появлению в гидродинамических явлениях дополнительных эффектов, отсутствующих в механике твердого тела.

## Сила Кориолиса в физике атмосферы и океана

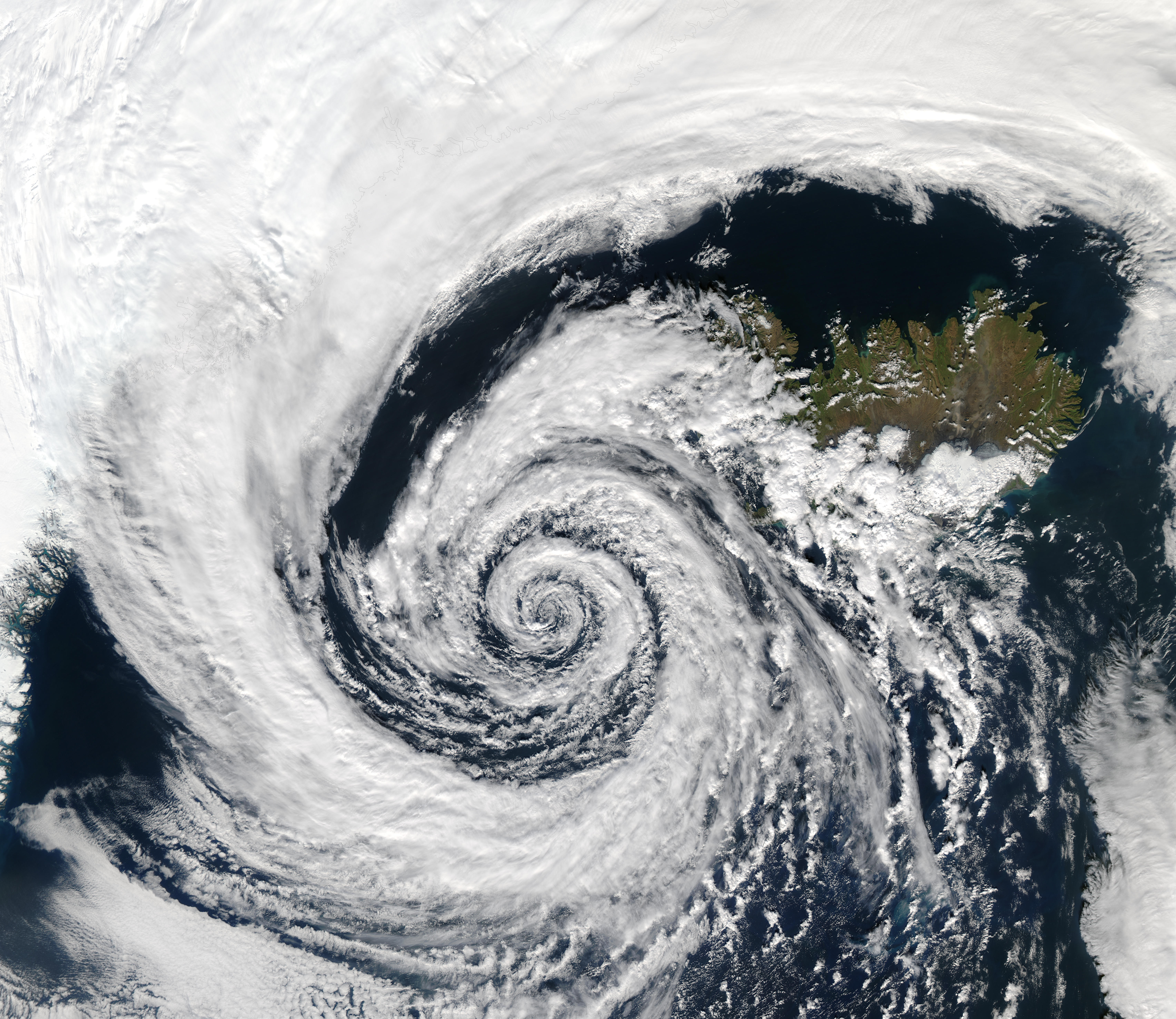
Циклон над Исландией 4 сентября 2003

Наиболее важную роль сила Кориолиса играет в глобальных геофизических процессах. Равновесие горизонтальной компоненты силы барического градиента и силы Кориолиса приводит к установлению потока, скорость которого направлена вдоль изобар (геострофический ветер). За исключением экваториальной зоны за пределами планетарного пограничного слоя движение атмосферы близко к геострофическому. Дополнительный учёт центробежной силы и силы трения дает более точный результат. Совместное действие этих сил приводит к формированию в атмосфере циклонов, в которых ветер вращается против часовой стрелки в Северном полушарии, оставляя область низкого давления слева от себя. В антициклоне, в центре которого находится область повышенного давления, вращение происходит в противоположном направлении. В Южном полушарии направление вращения изменяется на противоположное.
Циклоны и антициклоны — это крупномасштабные вихри, участвующие в общей циркуляции атмосферы. В тропосфере, в целом, под действием силы барического градиента и силы Кориолиса формируется общая циркуляция атмосферы. В каждом полушарии образуются по три циркуляционных ячейки: от экватора до широты 30° — ячейка Хэдли, примерно между 30° и 65° — ячейка Феррела, и в полярной области — Полярная ячейка. Атмосферная тепловая машина приводит эти шесть «колес» циркуляции во вращение. Сила Кориолиса, отклоняя ветер, циркулирующий в вертикальной плоскости, приводит к появлению пассатов — восточных ветров в нижней части атмосферы в тропическом поясе. Отклоняющее действие силы Кориолиса в ячейке Феррела приводит к преобладанию западных ветров умеренного пояса. В верхней части тропосферы направление ветров противоположное.
Сила Кориолиса таким же образом участвует в формировании общей циркуляции океана.

## Спираль Экмана
В пограничных слоях атмосферы и океана, в том числе в переходном слое между атмосферой и океаном, наряду с силой Кориолиса и силой барического градиента, существенную роль играет также и сила внутренного трения. Действие трения в пограничном слое (слое Экмана) приводит к отклонению ветра от геострофического в область пониженного давления. В результате, в нижней части циклона воздух направляется к его центру. Происходит «всасывание» воздуха, поднимающегося в центре циклона вверх, что, из-за конденсации водяного пара приводит к выделению теплоты парообразования, образованию осадков и поддержанию энергии его вращения. В антициклонах движение ветра противоположное, что приводит к опусканию воздуха в его центре и рассеиванию облаков. По мере удаления от подстилающей поверхности роль силы трения падает, что приводит к повороту вектора скорости потока в сторону направления геострофического ветра. Поворот ветра с высотой в пограничном слое атмосферы на угол ~ 20-40° называется "спираль Экмана". Этот эффект наглядно проявляется в отклонении направления дрейфа льда от вектора скорости геострофического ветра, впервые обнаруженного Ф. Нансеном во время полярной экспедиции 1893—1896 гг. на судне «Фрам». Теорию явления представил В.Экман в 1905 году.

## Круг инерции

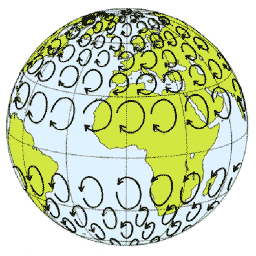

В инерциальной системе отсчета инерционным является равномерное и прямолинейное движение. А на вращающейся планете на каждую материальную точку (а также, на поток), свободно двигающуюся по искривленной траектории, действуют две силы инерции — центробежная сила и сила Кориолиса. Эти силы могут уравновешивать друг друга. Пусть {\displaystyle \ v} — относительная линейная скорость точки, направленная в горизонтальной плоскости по часовой стрелке в Северном, и против часовой стрелки — в Южном полушарии (как в антициклоне). Тогда, равновесие сил инерции наступает, если
{\displaystyle {\frac {v^{2}}{R}}=fv},
где {\displaystyle \ R=v/f} — радиус кривизны траектории частицы, {\displaystyle \ f=2\omega \sin \varphi } — параметр Кориолиса, {\displaystyle \varphi } — географическая широта. В отсутствии других сил, равновесие силы Кориолиса и центробежной силы приведет к вращению частицы (потока) по дуге, называемой «круг инерции», имеющей радиус {\displaystyle \ R}. Материальная точка совершает полный оборот по кругу инерции за период, равный {\displaystyle \ 2\pi /f} — половине маятниковых суток.
В средних широтах параметр Кориолиса имеет порядок 10−4 с−1. Геострофическая скорость в тропосфере составляет около 10 м/с, чему соответствует круг инерции с радиусом около 100 км. Средней скорости течения в океане 10 см/с соответствует круг инерции, имеющий радиус порядка 1 км. Циркуляция потока по кругу инерции образует антициклонический вихрь для возникновения которого не требуется каких-либо иных причин, кроме инерции.

## Инерционные колебания и волны
Если для жидкости (или газа) сила Кориолиса является основной силой, возвращающей частицу в состояние равновесия, то её действие приводит к появлению планетарных инерционных волн (называемых также «инерционными колебаниями»). Период таких колебаний равен {\displaystyle \ 2\pi /f}, а колебательный процесс развивается в направлении, поперечном к вектору скорости распространения волн. Математическое описание инерционных волн можно, в частности, получить в рамках теории мелкой воды. В средних широтах период инерционных колебаний порядка 17 часов.
Изменение параметра Кориолиса с широтой создает условия для возникновения в атмосфере, или в океане, волн Россби. Эти волны приводят к меандрированию струйных течений, в результате чего и формируются основные синоптические процессы.

## Работа «турбулентной силы Кориолиса»
В гидромеханике величина механической работы, производимой силой в единице объёма за единицу времени (то есть мощность), есть скалярное произведение вектора силы на вектор скорости потока. (Считается, что понятие работы было введено в механику Кориолисом). Поскольку в механике материальной точки сила Кориолиса всегда направлена под прямым углом к её скорости, работа этой силы тождественно равна нулю. Поэтому сила Кориолиса не может изменить кинетическую энергию в целом, однако она может отвечать за перераспределение этой энергии между её компонентами. В статистической гидромеханике существует два уравнения кинетической энергии — уравнение кинетической энергии упорядоченного движения и уравнение баланса энергии турбулентности. При этом возникает понятие работы турбулентной силы Кориолиса, определяющей обмен кинетической энергией между упорядоченным и турбулентным движением, происходящим под действием этой силы. За единицу времени в единице объёма турбулентная сила Кориолиса производит работу, равную
{\displaystyle \ N_{c}=(\mathbf {{\overline {F_{c}}}{\overline {v}}} )=-2\mathbf {(\omega \times S{\overline {v}})} }.
Положительному значению {\displaystyle \ N_{c}} соответствует переход кинетической энергии упорядоченного движения в энергию турбулентности .
Сила Кориолиса играет ключевую роль в геофизической гидродинамике, однако, вклад в энергетику гидродинамических процессов вносит только работа относительно малой, но важной, турбулентной силы Кориолиса. Анализ аэрологических данных указывает на то, что этот эффект даёт основной вклад в энергию упорядоченного движения, приводящий к суперротации атмосферы.
Аналогичные физические механизмы, основанные на действии силы Кориолиса, формируют циркуляцию атмосферы на других планетах, (возможно) циркуляцию в жидком ядре планет, а также в звёздах, в аккреционных дисках, в газовых компонентах вращающихся галактик.,,

## Гиротурбулентная неустойчивость
Если жидкость (или газ) неоднородна (в частности, если она неравномерно нагрета), то в ней возникает флуктуационный поток вещества {\displaystyle \ \mathbf {S\neq 0} }. Этот поток зависит как от градиента плотности, так и от энергии турбулентных флуктуаций. Во вращающейся жидкости этот поток порождает турбулентную силу Кориолиса, работа которой приводит к обратимому обмену кинетической энергии между упорядоченной и турбулентной компонентами. Но поскольку турбулентный поток вещества зависит от энергии турбулентности, то возникает обратная связь. При благоприятных условиях такая обратная связь приводит к возникновению так называемой гиротурбулентной неустойчивости. В процессе гиротурбулентных колебаний происходит периодическая перекачка энергии между упорядоченной и неупорядоченной формами движения. Поскольку эти колебания возникают в результате действия турбулентной силы Кориолиса, то их следует рассматривать как особый вид инерционных колебаний.
Турбулентная сила Кориолиса — величина сравнительно малая. Но, несмотря на это, гиротурбулентная неустойчивость отвечает за сравнительно медленные, но очень мощные геофизические и астрофизические природные процессы типа цикла индекса.